# Центральна Углова (аеродром)
Центральна Углова (рос. Центральная Угловая) — військовий аеродром в Приморському краї, розташований в місті Артем, 9 км південно-західніше міжнародного аеропорту «Владивосток». На аеродромі базується 22 винищувальний авіаполк, з складу 303-ї зведеної авіаційної дивізії 11-ї армії ВПС і ППО, в складі якого перебувають дві ескадрильї винищувачів, озброєні літаками Су-27СМ, Су-30М2 та Су-35С і одна ескадрилья важких перехватчиків МіГ-31 і МіГ-31БМ.
Крім винищувачів, що знаходяться в льотному стані, на аеродромі «Центральна Углова», знаходиться деяка кількість Су-27П з виробленим ресурсом і МіГ-31, які чекають своєї черги на відновлювальний ремонт і модернізацію.
10 березня 2023 з'явилась інформація про те, що на аеродромі «Центральна Углова» російськими партизанами з легіону «Свобода Росії» було спалено літак Су-27.